# C/2000 W1 (Utsunomiya–Jones)
C/2000 W1 (Utsunomiya–Jones) – kometa jednopojawieniowa, pochodząca najprawdopodobniej spoza granic Układu Słonecznego.

## Odkrycie
Kometa została odkryta 18 listopada 2000 roku. Jej odkrywcami byli Syogo Utsunomiya oraz Albert F. Jones.

## Orbita komety i jej obserwacje
Orbita komety C/2000 W1 (Utsunomiya–Jones) ma kształt hiperboli o mimośrodzie >1. Jej peryhelium znalazło się w odległości 0,32 j.a. od Słońca, nachylenie jej orbity do ekliptyki to wartość 160,2˚. Kometa minęła swe peryhelium 26 grudnia 2000 roku.